# Chloroleucon
Chloroleucon é um género de legume da família Fabaceae.
Este género contém as seguintes espécies:
- Chloroleucon chacoense
- Chloroleucon eurycyclum
- Chloroleucon extortum
- Chloroleucon tortum